# 2008-as motokrossz spanyol nagydíj
A spanyol nagydíj a 2008-as FIM motokrossz-világbajnokság 2. versenye volt. 2008. április 19. és április 20. között rendezték meg a Bellpuigban.  Az MX1-es kategóriában a belga Steve Ramon, az MX2-esek között az olasz Davide Guarneri tudott diadalmaskodni. 
Egyetlen magyar MX1-es versenyzőnk Németh Kornél a 12. lett. Az MX1-esek második futama a rossz időjárás miatt elmaradt.

## Futam

### MX1
| Helyezés | #   | Versenyző          | Motor    | 1. futam | 2. futam | Össz |
| -------- | --- | ------------------ | -------- | -------- | -------- | ---- |
| 1        | 11  | Steve Ramon        | Suzuki   | 25       | 0        | 25   |
| 2        | 19  | David Philippaerts | Yamaha   | 22       | 0        | 22   |
| 3        | 9   | Ken de Dycker      | Suzuki   | 20       | 0        | 20   |
| 4        | 6   | Joshua Coppins     | Yamaha   | 18       | 0        | 18   |
| 5        | 8   | Tanel Leok         | Kawasaki | 16       | 0        | 16   |
| 6        | 161 | Kevin Strijbos     | Kawasaki | 15       | 0        | 15   |
| 7        | 24  | Tom Church         | Kawasaki | 14       | 0        | 14   |
| 8        | 211 | Billy Mackenzie    | Honda    | 13       | 0        | 13   |
| 9        | 25  | Clément Desalle    | Suzuki   | 12       | 0        | 12   |
| 10       | 56  | Lauris Freibergs   | Yamaha   | 11       | 0        | 11   |
| 11       | 23  | Alex Salvini       | Suzuki   | 10       | 0        | 10   |
| 12       | 108 | Németh Kornél      | KTM      | 9        | 0        | 9    |
| 13       | 121 | Alessio Chiodi     | TM       | 8        | 0        | 8    |
| 14       | 16  | James Noble        | KTM      | 7        | 0        | 7    |
| 15       | 32  | Manuel Priem       | Kawasaki | 6        | 0        | 6    |
| 16       | 17  | Pierre A. Renet    | Suzuki   | 5        | 0        | 5    |
| 17       | 22  | Marvin van Daele   | Suzuki   | 4        | 0        | 4    |
| 18       | 27  | Marcus Schiffer    | KTM      | 3        | 0        | 3    |
| 19       | 12  | Maximilian Nagl    | KTM      | 2        | 0        | 2    |
| 20       | 45  | Loic Leonce        | Yamaha   | 1        | 0        | 1    |

### MX2
| Helyezés | #   | Versenyző           | Motor    | 1. futam | 2. futam | Össz |
| -------- | --- | ------------------- | -------- | -------- | -------- | ---- |
| 1        | 39  | Davide Guarneri     | Yamaha   | 20       | 25       | 45   |
| 2        | 13  | Manuel Monni        | Yamaha   | 15       | 22       | 37   |
| 3        | 7   | Stephen Sword       | Kawasaki | 18       | 14       | 32   |
| 4        | 222 | Antonio Cairoli     | Yamaha   | 22       | 10       | 32   |
| 5        | 4   | Tyla Rattray        | KTM      | 25       | 4        | 29   |
| 6        | 2   | Tommy Searle        | KTM      | 11       | 13       | 24   |
| 7        | 34  | Joel Roelants       | KTM      | 5        | 16       | 21   |
| 8        | 11  | Gautier Paulin      | Kawasaki | 0        | 20       | 20   |
| 9        | 131 | Nicolas Aubin       | Yamaha   | 14       | 9        | 23   |
| 10       | 56  | Evgeny Bobryshev    | Yamaha   | 8        | 11       | 19   |
| 11       | 121 | Xavier Boog         | Suzuki   | 10       | 9        | 19   |
| 12       | 24  | Shaun Simpson       | KTM      | 12       | 7        | 19   |
| 13       | 10  | Rui Goncalves       | KTM      | 0        | 18       | 18   |
| 14       | 25  | Marvin Musquin      | Honda    | 13       | 3        | 16   |
| 15       | 81  | Jeremy Tarroux      | KTM      | 16       | 0        | 16   |
| 16       | 41  | Angelo Pellegrini   | Honda    | 0        | 15       | 15   |
| 17       | 89  | Jeremy van Horebeek | KTM      | 2        | 12       | 14   |
| 18       | 20  | Gregory Aranda      | Kawasaki | 4        | 5        | 9    |
| 19       | 183 | Steven Frossard     | Kawasaki | 9        | 0        | 9    |
| 20       | 37  | Gert Krestinov      | KTM      | 0        | 8        | 8    |
| 21       | 23  | Carl Nunn           | Suzuki   | 7        | 0        | 7    |
| 22       | 501 | Alessandro Lupino   | Yamaha   | 6        | 0        | 6    |
| 23       | 46  | Jason Dougan        | Suzuki   | 3        | 0        | 3    |
| 24       | 33  | Josef Kulhavy       | Suzuki   | 0        | 2        | 2    |
| 25       | 44  | Elliot Banks-Browne | Suzuki   | 0        | 1        | 1    |
| 26       | 85  | Mickael Musquin     | Honda    | 1        | 0        | 1    |

- A pontozásról bővebben a Motokrossz-pontozási rendszer cikkben lehet tájékozódni.